# Holcosus chaitzami
Holcosus chaitzami — вид ящірок родини теїдових (Teiidae). Мешкає в Мексиці і Гватемалі.

## Поширення і екологія
Holcosus chaitzami мешкають на кордоні мексиканського штату Чіапас і гватемальського департаменту Уеуетенанго, а також на південному сході департаменту Петен. Вони живуть в сезонно сухих соснових лісах. Зустрічаються на висоті від 400 до 700 м над рівнем моря.